# 런던 영화 비평가 협회
런던 영화 비평가 협회(-映畫批評家協會, 영어: London Film Critics' Circle)는 영국 런던의 영화 평론가 조직이다. 1913년 설립된 영국 평론가들을 위한 협회이다. 영화 평론가들의 회원 자격은 1926년부터 처음으로 유효하게 되었다.

## 런던 영화 비평가 협회상
런던 영화 비평가 협회상은 1980년 1회를 시작으로 해마다 런던 영화 비평가 협회에 의해 수여되고 있다.

### 시상식 목록
- 1980년 런던 영화 비평가 협회상
- 1981년 런던 영화 비평가 협회상
- 1982년 런던 영화 비평가 협회상
- 1983년 런던 영화 비평가 협회상
- 1984년 런던 영화 비평가 협회상
- 1985년 런던 영화 비평가 협회상
- 1986년 런던 영화 비평가 협회상
- 1987년 런던 영화 비평가 협회상
- 1988년 런던 영화 비평가 협회상
- 1989년 런던 영화 비평가 협회상
- 1990년 런던 영화 비평가 협회상
- 1991년 런던 영화 비평가 협회상
- 1992년 런던 영화 비평가 협회상
- 1993년 런던 영화 비평가 협회상
- 1994년 런던 영화 비평가 협회상
- 1995년 런던 영화 비평가 협회상
- 1996년 런던 영화 비평가 협회상
- 1997년 런던 영화 비평가 협회상
- 1998년 런던 영화 비평가 협회상
- 1999년 런던 영화 비평가 협회상
- 2000년 런던 영화 비평가 협회상
- 2001년 런던 영화 비평가 협회상
- 2002년 런던 영화 비평가 협회상
- 2003년 런던 영화 비평가 협회상
- 2004년 런던 영화 비평가 협회상
- 2005년 런던 영화 비평가 협회상
- 2006년 런던 영화 비평가 협회상
- 2007년 런던 영화 비평가 협회상
- 2008년 런던 영화 비평가 협회상
- 2009년 런던 영화 비평가 협회상
- 2010년 런던 영화 비평가 협회상
- 2011년 런던 영화 비평가 협회상
- 2012년 런던 영화 비평가 협회상
- 2013년 런던 영화 비평가 협회상
- 2014년 런던 영화 비평가 협회상
- 2015년 런던 영화 비평가 협회상
- 2016년 런던 영화 비평가 협회상
- 2017년 런던 영화 비평가 협회상
- 2018년 런던 영화 비평가 협회상
- 2019년 런던 영화 비평가 협회상
- 2020년 런던 영화 비평가 협회상
- 2021년 런던 영화 비평가 협회상
- 2022년 런던 영화 비평가 협회상